# Dave Goldstein
Dave Goldstein (Zaandam, 7 april 1972) is een Nederlands kinderboekenschrijver. In 1997 won hij de Apollo Proza prijs voor het korte verhaal "Lachen". Dit verhaal werd later verwerkt in zijn debuutroman voor volwassenen Lucifer, een verkorte slag. In 2018 debuteerde hij als kinderboekenschrijver met de roman Bijna vergeten. In 2019 was hij een van de finalisten van de Hotze de Roosprijs (beste kinderboekendebuut 2018). In 2020 verschijnt zijn young adult-roman 15 3/4.